# Plantago longissima
Plantago longissima är en grobladsväxtart som beskrevs av Joseph Decaisne. Plantago longissima ingår i släktet kämpar, och familjen grobladsväxter. Inga underarter finns listade i Catalogue of Life.